# باري بينيت
باري بينيت (6 فبراير 1955 - ) (بالإنجليزية: Barrie Bennett)‏ هو لاعب كريكت بريطاني.

## وصلات خارجية
- باري بينيت على موقع إي آس بي آن كريك إنفو (الإنجليزية)